# Тиберин Сильвий
Тиберин Сильвий (лат. Tiberinus Silvius) — девятый царь Альба-Лонги, сын Капета Сильвия. Правил 8 лет, с 924 по 916 год до н. э..
Согласно преданиям, утонул в реке Альбула (лат. Albula), и она сразу же была переименована в его честь Тибром. В мифе упоминается первоначальное название реки, которое, вероятно, происходит от общего индо-европейского слова alba, «белый». Юпитер сделал Тиберина Сильвия богом и покровителем-духом реки, также называемым Волтурном (лат. Volturnus — «Бушующие воды»). К данной легенде восходит традиция изображения великой реки в виде сильного полулежащего бога-мужчины Тиберина со струящейся из его волос и бороды водой.